# Bessemer Model G
Der Bessemer Model G ist ein leichter Lastkraftwagen mit einer Nutzlast von 1 tn. sh. (ca. 0,9 t) des ehemaligen US-amerikanischen Nutzfahrzeugherstellers Bessemer Motor Truck Company in Grove City (Pennsylvania) und danach von der Bessemer-American Motors Corporation in Plainfield (New Jersey). Model G ist von 1918 bis 1925 namentlich nachgewiesen, kam aber mit hoher Wahrscheinlichkeit bereits 1916 auf den Markt. Belegt ist eine Produktionszeit bis 1925.

## Modellgeschichte
Die Bessemer Motor Truck Company wurde 1911 in Grove City (Pennsylvania) gegründet. Lastkraftwagen mit einer Nutzlast von 1 tn. sh. (ca. 0,9 t) gehörten von Anfang an zum Lieferprogramm. Dieser erste, wahrscheinlich Model B genannte leichte Lkw hatte Kettenantrieb und war das kleinere von zunächst nur zwei Modellen. Für 1913 wurde er vorübergehend durch den kleineren Model C mit 0,75 tn. sh. (ca. 0,7 t) Nutzlast und einem Radstand von 108 Zoll (2743 mm) ersetzt.
Bessemer organisierte für 1916 sein Angebot neu. Dabei wurde weitgehend auf Wellenantrieb umgestellt. Auch in Großbritannien ist ein solches Modell mit dem gleichen Motor ab 1916 im Motor, Marine and Aircraft Red Book von 1917 belegt, dem auch wesentliche technische Daten zu entnehmen sind. Dabei handelt es sich wahrscheinlich um eine auf eine Nutzlast von 15 cwts. (ca. 0,8 t) abgelastete Version. Dort ist noch ein weiterer Bessemer-Lkw mit diesem Motor aufgeführt. Er hatte 20 cwts. (1 t) Nutzlast und Kettenantrieb. Dabei könnte es sich um den auch in den USA belegten aber namentlich nicht bekannten letzten Bessemer-Lkw dieser Bauart gehandelt haben, der in den Vereinigten Staaten mit 1,5 tn. sh. (ca. 1,3 t) gelistet wurde.
In den USA sind für 1918 fünf Bessemer-Lkw nachweisbar, davon vier namentlich. Model G ist das kleinste davon. Es war wahrscheinlich das am längste gebaute Modell dieses Herstellers und auch noch nach dem 1923 erfolgten Zusammenschluss zur Bessemer-American Motors Corporation nachweisbar. Der letzte Hinweis darauf findet sich für 1925, wo er immer noch als das kleinste von nun wahrscheinlich drei Modellen erwähnt wird mit ähnlichen technischen Daten wie 1918. Es ist anzunehmen, dass Model G eingestellt wurde, nachdem 1926 mit dem Bessemer Speed Truck ein ähnliches Modell mit Sechszylindermotor zur Verfügung stand.

## Technik
Alle Bessemer-Nutzfahrzeuge wurden als Assembled vehicles hergestellt, das heißt, dass sie aus Bestandteilen und Komponenten vom Zulieferern zusammengesetzt waren. Das war eine weit verbreitete Methode, die auch kleineren Anbietern eine rationelle und profitable Produktion ermöglichte. Sie ging über die übliche Verwendung von zugekauften Karosserien oder Motoren hinaus und umfasste praktisch jedes verwendete Fahrzeugteil von Motoren und Getrieben bis zu Aufbauten, Kastenrahmen und Achsen.
Leider sind nur unvollständige Daten verfügbar, die, sofern nicht anders bezeichnet, für das Modelljahr 1918 gelten. Es ist anzunehmen, dass sie auch für die meisten anderen Baujahre anwendbar sind.

### Motor
Bessemer verwendete auch für das Model G seitengesteuerten Reihenmotoren von Continental. Sie sind langhubig (was damals als vorteilhaft für Nutzfahrzeuge angesehen wurde). Ein dem Datenblatt von 1918 entsprechender Motor ist bereits ab 1916 in Bessemer-Lkw nachweisbar. Für das Model G wird ein Monoblock-Vierzylindermotor mit einem Grauguss-Motorblock genannt. Der Motor hat Thermosiphonkühlung ohne Wasserpumpe, eine kombinierte Schleuder- und Druckumlaufschmierung mit Ölpumpe. Er hat eine Bosch-Magnetzündung; die Gemischaufbereitung ist 1918 mit einem Zenith-Jet-Vergaser und 1925 mit einem von Stromberg belegt.
Die Zylinderbohrung beträgt 3½ Zoll und der Kolbenhub 5 Zoll. Eine britische Quelle führt die sich daraus ergebenden 89 × 127 mm bereits in einem Modell von 1916 an. Der errechnete Hubraum beträgt 3153 cm³ nach der britischen und 192,4 c.i. nach der amerikanischen Quelle.
In publizierter Werksliteratur, etwa für den Jahreskatalog der N.A.C.C. (National Automobile Chamber of Commerce), nennt Bessemer eine Leistung von 25 bhp (18,6 kW) und ein ebensolches S.A.E.-Rating, dessen Berechnungsmethode nicht erklärt wird. Nach dem damals üblichen N.A.C.C.-Rating (vgl. Tabelle im Anhang) ergeben sich 19,6 HP.

### Kraftübertragung

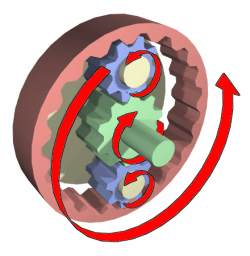
Differenzialgetriebe als Planetengetriebe mit Hohlrad und Innenverzahnung

Der Motor war vorne angebracht. Die Motorleistung wurde über eine Einscheibentrockenkupplung und ein manuell zu schaltendes Fuller-Dreiganggetriebe mit Rückwärtsgang (zeittypisch wohl mit unsynchronisierten Gängen) auf die Kardanwelle übertragen. Für spätere Modelle ist eine Fuller-Kupplung ausgewiesen bei früheren Ausführungen fehlen Angaben dazu. Die Antriebswelle ist über ein Differential mit Innenverzahnung  („Internal gear“) mit der Torbensen-Hinterachse verbunden, die auch im Model J verwendet wurde.

### Fahrgestell und Aufhängung
Der Bessemer Model G ist als Zweiachser (Radformel 4 × 2) ausgelegt. Vermerkt wird ein Pressstahlrahmen. Mangels anderer Angaben darf dabei von der Auslegung als konventioneller Leiterrahmen ausgegangen werden. Der Radstand ist für 1918 und 1925 mit 124 Zoll (3150 mm) angegeben. Die Vorderachsen waren bei allen Bessemer-Modellen als I-Beam (Doppel-T)-Starrachsen ausgeführt. Auch die genannte Torbensen-Hinterachse war starr. Sie waren an je einem Paar längs angeordneter Halbelliptikfedern pro Achse aufgehängt.
Der Radstand beträgt 124 Zoll (3150 mm), was etwa einem Oberklasse-Personenwagen der damaligen Zeit entsprach. Er war damit ca. 90 cm kürzer als der des J. Die Spurweite vorn und hinten ist 56 Zoll (1422 mm).
Das Fahrzeug hatte eine links angebrachte Schneckenlenkung, mittig angeordnete Schalt- und Handbremshebel sowie Trommelbremsen an der Hinterachse. Als Bereifung war 1918 vorn 34 × 3 Zoll vorgesehen und hinten 34 × 4 Zoll; für 1925 sind rundum Ross-Felgen mit 35 × 5 Zoll Reifen genannt. Luftreifen kosteten extra.
Das Fahrgestell wog 2850 lb (1290 kg) und kostete US$ 1225,-.

## Datenblatt
| Daten                          | Model G |
| ------------------------------ | --- |
| Nutzlast:                      | 1 tn. sh. 0,9 t |
| Motorenhersteller:             | Continental Motors Company, Muskegon, Michigan (USA)                                                                     |
| Motor:                         | Vierzylinder-Reihenmotor, Viertakt                                                                                       |
| Motorblock:                    | Grauguss en bloc gegossene Sackzylinder                                                                                  |
| Hubraum:                       | 192,4 c.i. (errechnet) 3.153 cm³ (errechnet)                                                                             |
| Bohrung × Hub:                 | 3½ × 5 Zoll 89 × 127 mm                                                                                                  |
| Ventile:                       | 2 Ventile pro Zylinder                                                                                                   |
| Ventilsteuerung:               | SV-Ventilsteuerung |
| Rating S.A.E.:                 | 25 HP |
| Rating N.A.C.C.:               | 19,6 HP |
| Leistung:                      | 25 bhp (18,6 kW) |
| Gemischaufbereitung:           | Vergaser Zenith-Jet |
| Kühlung:                       | Wasserkühlung, Thermosiphon                                                                                              |
| Schmierung:                    | Schleuder- und Druckumlaufschmierung mit Ölpumpe kombiniert                                                              |
| Zündung:                       | Magnetzündung (Bosch belegt für 1925)                                                                                    |
| Antriebsformel:                | 4 × 2 |
| Antrieb:                       | Wellenantrieb, Differential mit Innenverzahnung („Internal Gear“)                                                        |
| Kupplung:                      | Einscheibenkupplung (Fuller belegt für 1925)                                                                             |
| Getriebe:                      | Fuller 3-Gang-Getriebe mit Rückwärtsgang unsynchronisiert                                                                |
| Vorderachse:                   | Starrachse, I-Beam (Doppel-T), Kugelgelenke                                                                              |
| Hinterachse:                   | Starrachse, Torbensen Doppel-T                                                                                           |
| Fahrgestell:                   | Preßstahl-Leiterrahmen, Frontmotor, Hinterradantrieb, Linkslenkung mittig angeordnete Hebel für Schaltung und Handbremse |
| Radstand:                      | 3150 mm |
| Spurweite vorn/hinten je:      | 1422 mm |
| Radaufhängung vorn und hinten: | Halbelliptikfedern |
| Lenkung:                       | Schneckenlenkung |
| Bremsen:                       | mechanisch betätigte Simplex-Trommelbremsen an der Hinterachse                                                           |
| Bereifung vorn:                | 1918: 34 × 3 1925: 35 × 5 Luftreifen extra                                                                               |
| Bereifung hinten:              | 1918: 34 × 4 1925: 35 × 5 Luftreifen extra                                                                               |
| Gewicht Fahrgestell:           | 1290 kg |
| Preis Fahrgestell:             | US$ 1225,- |

Infolge der Umrechnung von gerundeten Ausgangsdaten kann diese Tabelle Scheingenauigkeit enthalten.

## Zubehör
Im Preis inbegriffen waren drei Öllampen. Zudem wurden ein Wagenheber, ein Werkzeugsatz und ein Felgenabzieher mitgeliefert.